# Rafael Alberti
Rafael Alberti (Porto de Santa Maria, Cádis, 16 de dezembro de 1902 — Porto de Santa Maria, 28 de outubro de 1999) foi um poeta espanhol, membro da chamada Geração de 27. Nasceu numa família de origem italiana que negociava com vinho em Cádis.
Foi vencedor em 1925 do prêmio Nacional de Literatura espanhol por seu primeiro livro, Marinero en  Tierra. É considerado um dos maiores literatos da chamada "Idade de Prata" da literatura espanhola, a qual termina com o advento da Guerra Civil Espanhola, em 1936. Por causa da Guerra e da ditadura franquista, Alberti foi obrigado a fugir da Espanha.

## Obras

### Poesia
- Marinero en tierra, M., Biblioteca Nueva, 1925 (Prémio Nacional de Literatura).
- La amante, Málaga, Litoral, 1926.
- El alba de alhelí, Santander, 1927 (Edição privada de José María de Cossío).
- Domecq (1730-1928). Poema al Ilmo. Sr. Vizconde de Almocadén, Jerez de la Frontera, Jerez Industrial, 1928.
- Cal y canto, M., Revista de Occidente, 1929.
- Sobre los ángeles, M., CIAP, 1929.
- Yo era un tonto y lo que he visto me ha hecho dos tontos, publicado pela primeira vez em números distintos de La Gaceta Literaria, 1929.
- Consignas, M., octubre de 1933.
- Un fantasma recorre Europa, M., La tentativa poética, 1933.
- Versos de agitación, México, Edit. Defensa Roja, 1935.
- Verte y no verte. A Ignacio Sánchez Mejías, México, N. Lira, 1935.
- 13 bandas y 48 estrellas. Poemas del mar Caribe, M., Manuel Altolaguirre, 1936.
- Nuestra diaria palabra, M., Héroe, 1936.
- De un momento a otro (Poesía e historia), M., Europa-América, 1937.
- El burro explosivo, M., Edic. 5º Regimiento, 1938.
- Entre el clavel y la espada (1939-1940), Bs. As., Losada, 1941. Dibujos de Rafael Alberti.
- Pleamar (1942-1944), Bs. As., Losada, 1944.
- A la pintura. Poema del color y la línea (1945-1948), Bs. As., Losada, 1948. 2.ª edic. aumentada, Bs. As., Losada, 1953. 3.ª edic. aumentada, M., Aguilar, 1968 (Prólogo de Vicente Aleixandre).
- Coplas de Juan Panadero. (Libro I), Montevideo, Pueblos Unidos, 1949 (2.ª edición ampliada). Desenhos de Toño Salazar.
- Buenos Aires en tinta china, Bs. As., Losada, 1952. Desenhos de Attilio Rossi.
- Retornos de lo vivo lejano, Bs. As., 1952.
- Ora marítima seguido de Baladas y canciones del Paraná,  Bs. As., Losada, 1953.
- Balada y canciones del Paraná, Bs. As., Losada, 1954.
- Sonríe China, Bs. As., Jacobo Muchnik, 1958 (em colaboração com María Teresa León).
- Poemas escénicos, Bs. As., Losada, 1962 (2.ª edic. ampliada e bilingue espanhol/italiano).
- Abierto a todas horas, M., Afrodisio Aguado, 1964.
- Il mattatore, Roma, Eutro edit, 1966.
- Roma, peligro para caminantes, México, Joaquín Mortiz, 1968 (2.ª edição aumentada- Málaga- Litoral- 1974).
- Los 8 nombres de Picasso y no digo más que lo que no digo, B., Kairós, 1970.
- Canciones del Alto Valle del Aniene, Bs. As., Losada, 1972.
- Disprezzo e meraviglia (Desprecio y maravilla), Roma, Riuniti, 1972 (Bilingue italiano-espanhol. Antologia com poemas inéditos).
- Maravillas con variaciones acrósticas en el jardín de Miró, B., Polígrafa, 1975.
- Coplas de Juan Panadero (1949-1977), M., Mayoría, 1977.
- Cuaderno de Rute (1925), Málaga, Litoral, 1977.
- Los 5 destacagados, Sevilla, Calle del Aire, 1978.
- Poemas de Punta del Este (1945-1956), 1era edición Seix Barral 1979, 89 páginas, ISBN 84-322-9545-0
- Fustigada luz, B., Seix Barral, 1980.
- Versos sueltos de cada día, B., Seix Barral, 1982.
- Golfo de Sombras, M., Villamonte, 1986.
- Los hijos del drago y otros poemas, Granada, Diputación, 1986.
- Accidente. Poemas del Hospital, Málaga, Librería Anticuaria El Guadalhorce, 1987.
- Cuatro canciones, Málaga, Librería Anticuaria El Guadalhorce, 1987.
- El aburrimiento, 1988.
- Canciones para Altair, M., Hiperión, 1989.[4]
- El poeta español Rafael Alberti recita poemas de Federico García Lorca, Radio Universidad Nacional de La Plata,1961.

### Antologias
- Poesía (1924-1930), M., Ediciones del Árbol( Cruz y Raya), 1935.
- Poesías (1924-1937), M., Signo, 1938.
- Poesías (1924-1938), Bs. As., Losada, 1940.
- Poesía (1924-1944), Bs. As., Losada, 1946.
- El poeta en la calle (1931-1965), París, Librairie du Globe, 1966 (Recompilação de toda a poesia social de Alberti). Publicado pela primeira vez em Poesía (1924-1937) e editada em Espanha por Aguilar em 1978.

### Teatro
- El hombre deshabitado (1930),
- Fermín Galán (1931)
- De un momento a otro (1938-39)
- El trébol florido (1940)
- El adefesio (1944)
- La Gallarda (1944-45)
- Noche de guerra en el Museo del Prado (1956)